# Turtle Lake (wieś w stanie Wisconsin)
Turtle Lake – wieś w Stanach Zjednoczonych, w stanie Wisconsin, w hrabstwie Barron.